# زکریا یوسفی
زکریا یوسفی (زاده: ۱۷ شهریور ۱۳۶۲ در پاوه) نوازنده و مدرس کردتبار سازهای کوبه‌ای چون دف و بندیر است. از آلبوم‌های او می‌توان به «پیدای ناپیدا»، «سایه های خورشید»، «یقین گمشده»، «روژیار»، «اورامان تا بادینان»، «یاد نگاه»، «سر سماع»، «شارو»، «در حلقه دف» و «سبوی تشنه» اشاره کرد که به تنهایی یا با همکاری هنرمندان دیگر منتشر شده است. او در کنار سازهای کوبه‌ای عود نیز می‌نوازد و در تنظیم و اجرای سازهای کوبه‌ای در چندین آلبوم موسیقی، فیلم، مستند و مجموعه تلویزیونی در ایران، عراق و ترکیه فعالیت داشته است. یوسفی همچنین در زمینه‌ی آوازی، به ویژه موسیقی کردی و ژانر تلفیقی فعالیت می‌کند.

## زندگی و فعالیت هنری
زکریا یوسف در سال ۱۳۶۲ در خانواده‌ای هنردوست در شهر پاوه یکی از شهرستان‌های استان کرمانشاه متولد شد.
او پس از گذراندن دوره‌های متعدد آموزشی در زمینه‌های تئوری موسیقی، نوازندگی تمبک و دف در هنرستان موسیقی حسن کامکار در سنندج و نزد اساتید صاحب‌نام کردستان پیشرفت‌های چشمگیر و قابل توجهی را از آن خود کرد و پس از آن از سال۱۳۷۹ وارد دانشکده موسیقی دانشگاه سوره شد و در رشته موسیقی فارغ‌التحصیل شد.
او هم‌اکنون مدرس موسیقی در دانشگاه سوره است.
او همچین کنسرت‌های در بلغارستان، مالزی، عراق، سنگاپور، چین، پاکستان، ژاپن، آلمان، پرتقال، سوئد، ترکیه، کردستان عراق و … برگزار نموده‌است.
از جمله اساتید او می‌توان به کسانی چون هوشنگ کامکار بیژن کامکار ارژنگ کامکار جمشید عندلیبی، عبدالنقی افشارنیا و محمدعلی حدادیان اشاره کرد که او نزد آن‌ها آموزش می‌بیند و تجربه کسب می‌کند.
از دیگر فعالیت‌های او می‌توان به؛ اجرای کنسرت در نخستین همایش بین‌المللی بزرگداشت مولانا در ترکیه، اجرای کنسرت در جشنواره بین‌المللی کشور پرتغال، شرکت در بزرگداشت خواننده عرب، محمد قبانچی در عراق و … اشاره کرد.
او همچنین به عنوان نوازنده در آلبوم‌های متعددی از جمله: اجرای سازهای کوبه‌ای در آلبوم تلفیقی اثر احمد پژمان، اجرای نوازندگی سازهای کوبه‌ای در آلبوم‌های کردی ناله شکینه و کونه‌هوار، ذوق پرواز و نوازندگی در چندین مجموعه مستند تلویزیونی از جمله مستند مولانا و چند آلبوم دیگر همکاری داشته‌است. پژوهشگری در زمینه موسیقی کردستان و فعالیت در زمینه آوانگاری از فعالیت‌های دیگر اوست.

## آثار

### آلبوم‌ها

#### ۱۳۹۰: اورامان تا بادیان
اورمان تا بادیان، آلبومی است که براساس موسیقی کردستان و سازهای کوبه‌ای به سرپرستی زکریا یوسفی توسط مرکز موسیقی حوزه هنری در دی ماه ۱۳۹۰ منتشر شده‌است. در این آلبوم که ضبط آن در تهران و سلیمانیه صورت گرفته‌است هنرمندانی همچون اردشیر کامکار، ارسلان کامکار، خلیل عبدالله، فردین لاهورپور، صابر نظرگاهی، هومن مهدویان، محسن پوربخت، جلال رحیمی، عزیز شاهرخ، عثمان هورامی، محمدحسین کمنه‌ای و شکر خیاط همکاری دارند.

#### ۱۳۹۱: در حلقه دف
آلبوم در حلقه دف، آلبومی است که در آبان ۱۳۹۱ توسط شرکت نشر آوای باربد منتشر شد.
خود زکریا دربارهٔ آلبوم اینگونه می‌گوید:
با توجه به اینکه مجموعه قطعات در حلقهٔ دف را با این هدف جمع‌آوری کرده بودم، تا هنر جویان عزیز در دوره عالی نوازندگی این ساز با کمبود مراجع آموزشی مواجه نشوند و به قطعاتی با ریتم‌های متنوع‌تر دست پیدا کنند، اقدام به اجرا و ضبط قطعات کتاب کردم تا بخش شنیداری هم به مجموعه اضافه گردد. در این بخش علاوه بر رعایت اصول آموزشی، به شیوهٔ نوازندگی به گونه‌ای پرداخته شده تا قطعات برای آنانی که علاقه‌مند به ریتم هستند جذابیتش را حفظ کند. در نظر داشته باشید که در این مجموعه هدف پیچیدگی تنها نیست بلکه آنست که زیبایی‌شناسی در شیوه نوازندگی و تکنیک آن به گونه‌ای آکادمیک به هنر جویان آموزش داده شود، امیدارم این اثر هنر جویان گرامی را به کمال و هنر دوستان بزرگوار را به شناسایی قابلیت‌های این ساز حتی یک گام نزدیک‌تر کند.

#### ۱۳۹۳: شارو
آلبوم شارو نیز با تنظیم و آهنگسازی زکریا یوسفی و نیز با آواز عثمان هورامی که در سال ۹۱ ضبط و در مرداد ۱۳۹۳ نیز منتشر شد.
زکریا دربارهٔ آلبوم اینگونه می‌گوید:
تصنیف‌های این آلبوم توسط دو نفر از برجسته‌ترین خواننده‌های کرد که حدوداً ۴۰ سال پیش ضبط شده بود خوانده شده‌است و با توجه به نوع موسیقی و سبک آوازی خاصی که آنها اجرا کرده‌اند، با سازهای کوبه‌ای آن را بازسازی و تنظیم کردم تا برای مخاطبان موسیقی منطقه کردستان جذابیت بیشتری داشته باشد. همچنین به دلیل اینکه بدون همراهی هیچ‌سازی این آوازها خوانده شده‌اند و همان‌طور که در مقدمه آلبوم هم اشاره کردم با توجه به غنای ریتمیک ملودی‌ها، از سازهای پرکاشن در جهت نشان دادن وزن و نیز جذابیت بیشتر شنیداری برای مخاطبانی که با این نوع از موسیقی کردستان آشنا نبوده‌اند استفاده شده‌است.
در ضمن زکریا یوسفی ۱۰۰ عدد از این آلبوم را به انجمن الیتام پاوه اهدا کرد.

#### دیگر آلبوم‌ها
- ۱۳۹۸ - «زمکان» اثر مشترک فرزاد بازگیر و زکریا یوسفی؛ شامل هفت قطعه به نام‌های کانی (سرچشمه) بر اساس مقام‌های غریبی و رژیان دالاهو، باخه وان (باغبان) بر اساس مقام‌های خیوی، ساروخانی و گل وه دره، لافاو (طغیان) بر اساس مقام‌های هی‌گیان و شاه خوه شینی، زمکان (چشمۀ روشن) بر اساس مقام‌های شاه خوه شینی و داوو نه کویره، وفراو (برف آب) بر اساس مقام سه ر ته رز، واران(باران) بر اساس مقام لاوهی لاو، پنج ضربی مقام های سه رته رز و دوواله و فانی بر اساس مقام های فانی فانی، بابانائوثی و جم نیان دوسان اویانه[۱۷]

- ۱۳۹۷ - «وَ» - اثر مشترک امیرفرهنگ اسکندری و زکریا یوسفی؛ روایتی نو از نوازندگی عود و سازهای کوبه‌ای بر مبنای المان‌های موسیقی شرق [۱۸]

- ۱۳۹۴ - «پیدای ناپیدا» با محوریت سازهای کوبه‌ای و ریتم‌های موسیقی کرمانجی، با همکاری سازهایی چون قانون، سنتور، تار، سه تار، عود، گیتار، باغلاما، نی و کمانچه [۱۹]

#### کتاب‌ها

##### در حلقه دف
این کتاب، نوشته زکریا یوسفی با مقدمه احمد پژمان و بیژن کامکار در سال ۱۳۸۹ چاپ شد.
یادداشت احمد پژمان بر کتاب اینگونه است:
س از مطالعه و شنیدن مجموعه ریتم‌ها و قطعاتی که آقای زکریا یوسفی آنرا تألیف کرده‌اند، نکاتی که توجه اینجانب را بخود جلب نمود، ریتم‌های جالب و متفاوت و جملات ریتمیک غیر متداول و غیر مرسوم و همچنین استفاده مناسب از فیگورهای ریتمیک مناطق مختلف بود، که ایشان آنها را ساخته و تنظیم کرده‌اند که بنوعی می‌توان آنرا یک نوع آهنگسازی ریتمیک نامید.
هر چند ریتم‌های این مجموعه جهت اجرا برای دف تهیه و تنظیم گردیده، ولی می‌تواند منبع و راهنمای مفیدی نیز برای نوازندگان غیر کوبه‌ای و هنرجویان رشته آهنگسازی هم باشد، که با ریتم‌های گوناگون و جملات مختلف ریتمیک آشنا گردند.
این تلاش قابل ستودن است و خوشحالم از اینکه ایشان کوششی با ارزش در زمینه نگهداری و ارتقاء بخشی از موسیقی این سرزمین و نواحی مختلف آن نموده‌اند.— احمد پژمان، 
و یادداشت بیژن کامکار اینگونه است:
با توجه به اینکه مجموعه قطعات در حلقهٔ دف را با این هدف جمع‌آوری کرده بودم، تا هنر جویان عزیز در دوره عالی نوازندگی این ساز با کمبود مراجع آموزشی مواجه نشوند و به قطعاتی با ریتم‌های متنوع‌تر دست پیدا کنند، اقدام به اجرا و ضبط قطعات کتاب کردم تا بخش شنیداری هم به مجموعه اضافه گردد. در این بخش علاوه بر رعایت اصول آموزشی، به شیوهٔ نوازندگی به گونه‌ای پرداخته شده تا قطعات برای آنانی که علاقه‌مند به ریتم هستند جذابیتش را حفظ کند. در نظر داشته باشید که در این مجموعه هدف پیچیدگی تنها نیست بلکه آنست که زیبایی‌شناسی در شیوه نوازندگی و تکنیک آن به گونه‌ای آکادمیک به هنر جویان آموزش داده شود، امیدارم این اثر هنر جویان گرامی را به کمال و هنر دوستان بزرگوار را به شناسایی قابلیت‌های این ساز حتی یک گام نزدیک‌تر کند.— بیژن کامکار، 